# Macrozamia reducta
Macrozamia reducta là một loài thực vật hạt trần trong họ Zamiaceae. Loài này được K.D.Hill & D.L.Jones mô tả khoa học đầu tiên năm 1998. 
Đây là loài đặc hữu của New South Wales, Úc. 